# Beblenheim
Beblenheim (elsässisch Bawla, deutsch Bebelnheim) ist eine französische Gemeinde mit 931 Einwohnern (Stand 1. Januar 2022) im Département Haut-Rhin in der Region Grand Est (bis 2015 Elsass). Sie gehört zum Gemeindeverband Pays de Ribeauvillé.

## Geografie
Beblenheim liegt in der westlichen Oberrheinebene am Ostrand der Vogesen, etwa zwölf Kilometer nördlich von Colmar. Nachbargemeinden sind Mittelwihr (1,2 km), Bennwihr (2 km), Zellenberg (2,6 km), Hunawihr (4,5 km), Ribeauvillé (4,9) km und Sigolsheim (5 km).

## Geschichte
Im Jahr 1128 wurde der Ort unter dem Namen Babilenheim das erste Mal in einem Urbar des Klosters Marmoutier erwähnt.
Im Mittelalter gehörte der Ort den Grafen von Eguisheim, nach deren Erlöschen 1147 ging er an die  Grafschaft Pfirt. Durch Heirat ging Beblenheim an die Grafen von Horbourg, die den Ort 1324 an das Haus Württemberg verkauften. Der Bischof von Straßburg Berthold von Buchegg hatte ebenfalls Interesse an diesem Gebiet, verständigte sich aber in einem Vertrag 1534 mit den Württembergern so, dass ihnen das Dorf bis zur Französischen Revolution blieb.
In den Jahren 1349, 1359 und 1385 ging durch Pestepidemien die Bevölkerungszahl jeweils stark zurück. 1870 starben durch ein Pockenepidemie 39 Personen.
Von 1871 bis zum Ende des Ersten Weltkrieges gehörte Beblenheim als Teil des Reichslandes Elsaß-Lothringen zum Deutschen Reich und war dem Kreis Rappoltsweiler im Bezirk Oberelsaß zugeordnet.

## Bevölkerungsentwicklung
| Jahr                                            | 1910 | 1962 | 1968 | 1975 | 1982 | 1990 | 1999 | 2007 | 2018 |
| ----------------------------------------------- | ---- | ---- | ---- | ---- | ---- | ---- | ---- | ---- | ---- |
| Einwohner                                       | 958  | 737  | 801  | 805  | 883  | 918  | 943  | 954  | 940  |
| Quellen: Gemeindeverzeichnis, Cassini und INSEE |      |      |      |      |      |      |      |      |      |

## Bauwerke
Im Dorf befinden sich der gotische Nikolausbrunnen (Fontaine Saint-Nicolas), auch Stockbrunnen genannt, aus dem 16. Jahrhundert sowie bei der Kirche Saint-Sébastien Grabsteine aus dem 15. und 17. Jahrhundert.
Der Ort ist für seine Häuser aus der Renaissance bekannt.

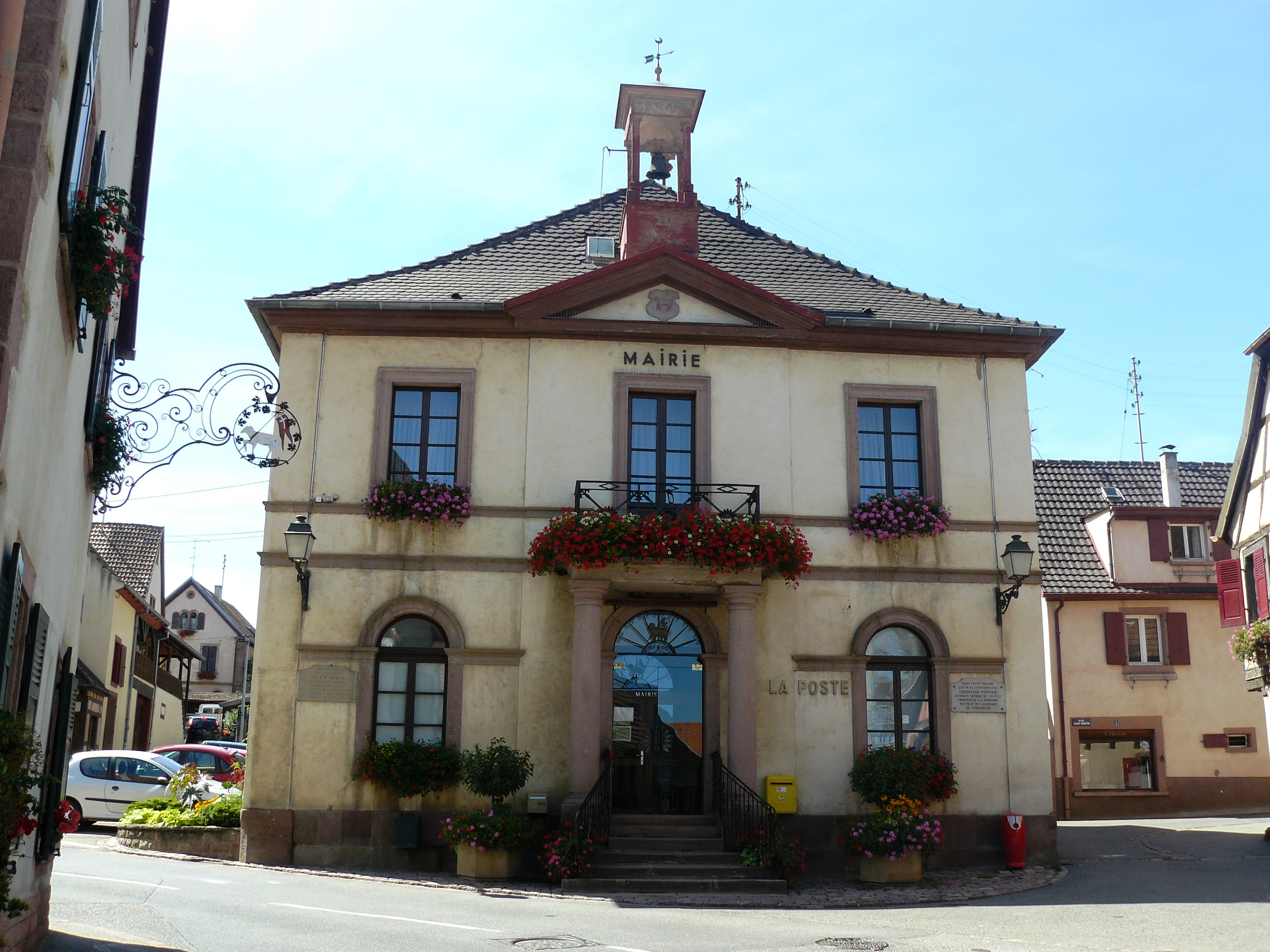
Mairie Beblenheim
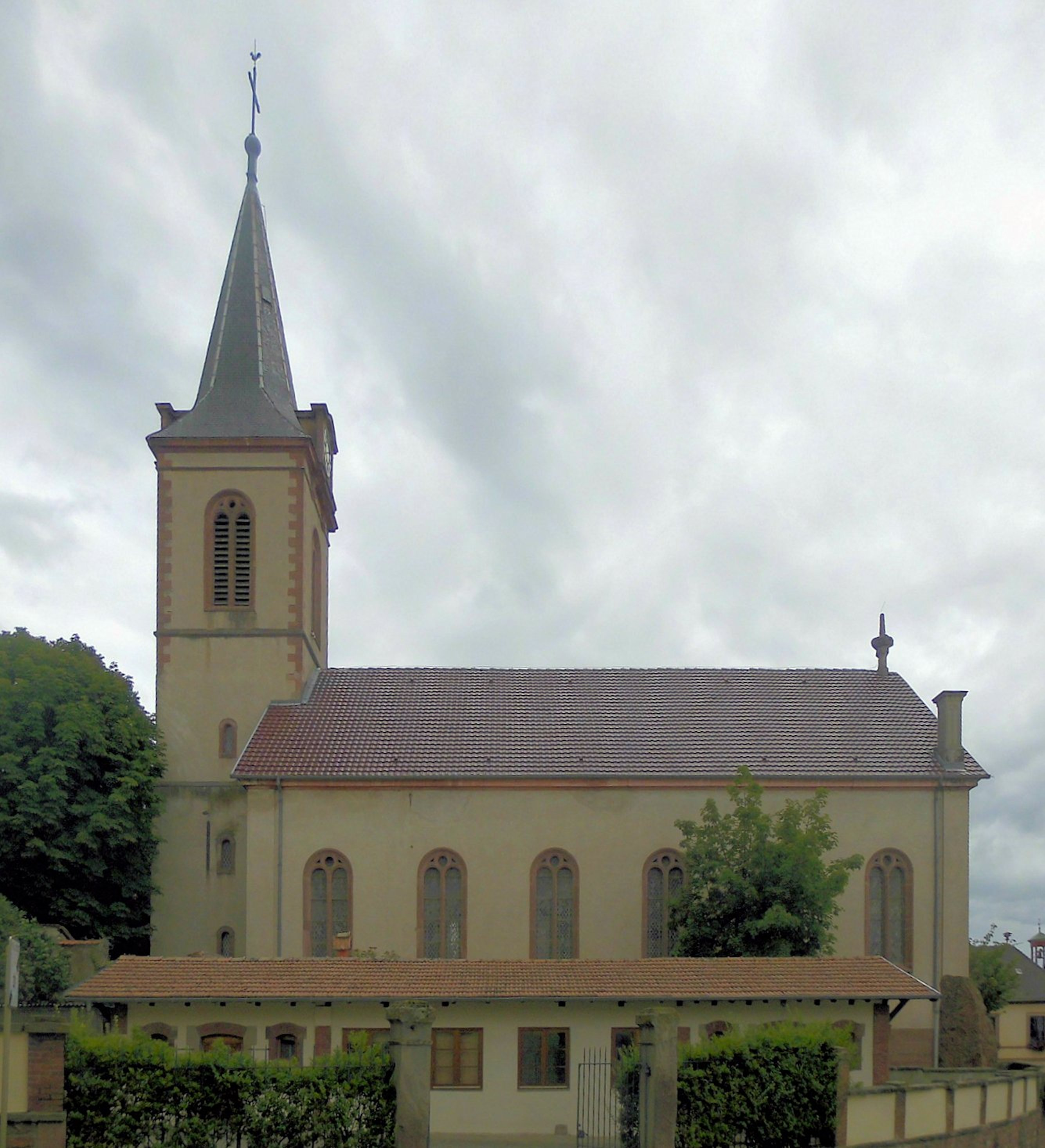
Lutherische Kirche St. Sebastian
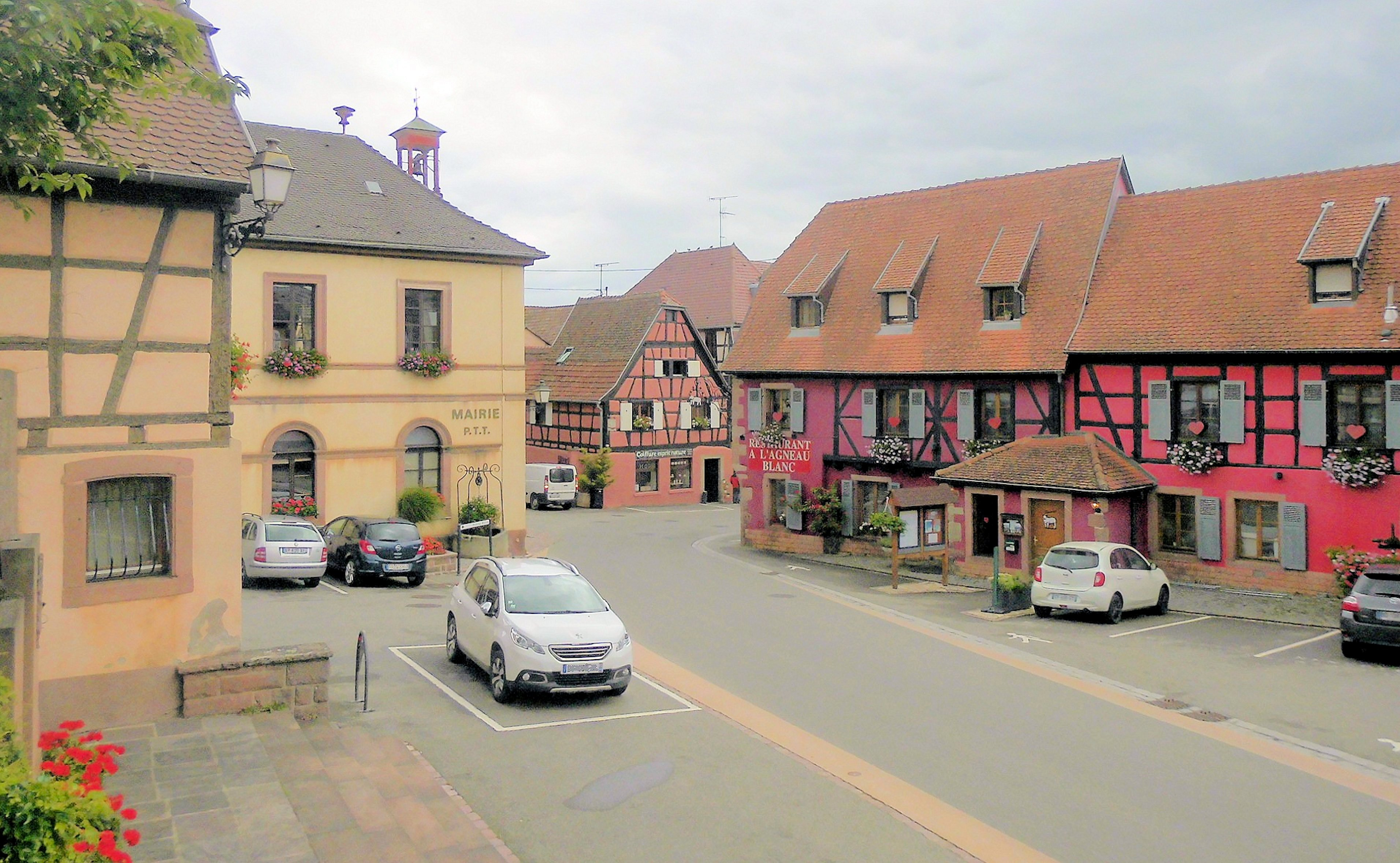
Rue de Hoen mit dem Rathaus (links) und der Gaststätte Zum weißen Lamm (rechts)
Kirche St. Martin

## Wirtschaft
In Beblenheim spielt der Weinbau eine wichtige Rolle. Der Weinort liegt an der Elsässer Weinstraße. Die Einzellage Sonnenglanz gehört zu den Alsace-Grand-Cru-Lagen.

## Persönlichkeiten
- Chrétien Oberlin (1831–1861), Bürgermeister von Beblenheim und Gründer des Weinbauinstitutes von Colmar, wurde hier geboren.
- Christian Pfister (1857–1933), Historiker, wurde hier am 13. Februar 1857 geboren.